# Venteuil
Venteuil és un municipi francès, situat al departament del Marne i a la regió del Gran Est. L'any 2007 tenia 595 habitants.

## Demografia

### Població
El 2007 la població de fet de Venteuil era de 595 persones. Hi havia 256 famílies, de les quals 72 eren unipersonals (40 homes vivint sols i 32 dones vivint soles), 76 parelles sense fills, 92 parelles amb fills i 16 famílies monoparentals amb fills.
La població ha evolucionat segons el següent gràfic:
Habitants censats

### Habitatges
El 2007 hi havia 308 habitatges, 254 eren l'habitatge principal de la família, 22 eren segones residències i 32 estaven desocupats. 301 eren cases i 7 eren apartaments. Dels 254 habitatges principals, 207 estaven ocupats pels seus propietaris, 33 estaven llogats i ocupats pels llogaters i 14 estaven cedits a títol gratuït; 1 tenia una cambra, 12 en tenien dues, 47 en tenien tres, 73 en tenien quatre i 121 en tenien cinc o més. 149 habitatges disposaven pel capbaix d'una plaça de pàrquing. A 107 habitatges hi havia un automòbil i a 122 n'hi havia dos o més.

### Piràmide de població
La piràmide de població per edats i sexe el 2009 era:
| Homes | Edats   | Dones |
| ----- | ------- | ----- |
| 0     | 95 o +  | 4     |
| 0     | 90 a 94 | 4     |
| 4     | 85 a 89 | 0     |
| 4     | 80 a 84 | 0     |
| 12    | 75 a 79 | 16    |
| 8     | 70 a 74 | 28    |
| 16    | 65 a 69 | 16    |
| 16    | 60 a 64 | 20    |
| 0     | 55 a 59 | 8     |
| 28    | 50 a 54 | 16    |
| 20    | 45 a 49 | 12    |
| 16    | 40 a 44 | 16    |
| 36    | 35 a 39 | 8     |
| 36    | 30 a 34 | 24    |
| 12    | 25 a 29 | 32    |
| 8     | 20 a 24 | 8     |
| 4     | 15 a 19 | 12    |
| 12    | 10 a 14 | 16    |
| 28    | 5 a 9   | 8     |
| 12    | 0 a 4   | 20    |

## Economia
El 2007 la població en edat de treballar era de 379 persones, 305 eren actives i 74 eren inactives. De les 305 persones actives 291 estaven ocupades (155 homes i 136 dones) i 14 estaven aturades (3 homes i 11 dones). De les 74 persones inactives 28 estaven jubilades, 28 estaven estudiant i 18 estaven classificades com a «altres inactius».

### Ingressos
El 2009 a Venteuil hi havia 263 unitats fiscals que integraven 591 persones, la mediana anual d'ingressos fiscals per persona era de 25.372 €.

### Activitats econòmiques
Dels 17 establiments que hi havia el 2007, 5 eren d'empreses alimentàries, 2 d'empreses de construcció, 3 d'empreses de comerç i reparació d'automòbils, 1 d'una empresa de transport, 2 d'empreses d'hostatgeria i restauració, 2 d'empreses immobiliàries i 2 d'empreses de serveis.
Dels 2 establiments de servei als particulars que hi havia el 2009, 1 era un guixaire pintor i 1 restaurant.
L'únic establiment comercial que hi havia el 2009 era una fleca.
L'any 2000 a Venteuil hi havia 109 explotacions agrícoles que ocupaven un total de 252 hectàrees.

## Equipaments sanitaris i escolars
El 2009 hi havia 1 escola maternal i 1 escola elemental.

## Poblacions més properes
El següent diagrama mostra les poblacions més properes.